# Вальгризанш
Вальгризанш (фр. Valgrisenche) — коммуна в Италии, располагается в автономном регионе Валле-д’Аоста.
Население составляет 183 человека (2008 г.), плотность населения составляет 2 чел./км². Занимает площадь 112 км². Почтовый индекс — 11010. Телефонный код — 0165.
Покровителем коммуны почитается святой Грат Аостский, празднование 7 октября.

## Демография
Динамика населения: